# 요사 부손
요사 부손(일본어: 与謝蕪村, 1716년 ~ 1784년 1월 17일)은 에도 시대 일본의 하이쿠 시인이다.